# ناحیه ادنویل، میشیگان
ناحیه ادنویل (به انگلیسی: Edenville Township) یک منطقهٔ مسکونی در ایالات متحده آمریکا است که در شهرستان دانیلز، میشیگان واقع شده‌است.
 ناحیه ادنویل ۹۲٫۹ کیلومتر مربع مساحت و ۲٬۵۲۸ نفر جمعیت دارد و ۲۰۶ متر بالاتر از سطح دریا واقع شده‌است.